# إسلا كريستينا
بلدية إسلا كريستينا (بالإسبانية: Isla Cristina) هي بلدية تقع في مقاطعة ولبة التابعة لمنطقة أندلوسيا جنوب إسبانيا.

## الديموغرافيا
بلغ عدد سكان بلدية إسلا كريستينا 21.903 نسمة عام 2011 (وفقاً للمعهد الوطني الإسباني للإحصاء).
| 17.310 | 18.070 | 18.770 | 19.875 | 20.540 | 21.324 | 21.903 |

## توأمة
لإسلا كريستينا اتفاقيات توأمة مع:
- إشبيلية

## أعلام
- كايي كينتانا
- مانويل كاراسكو